# جون بورمان
جون بورمان (بالإنجليزية: John Boorman)‏ مواليد 18 يناير 1933 في سري، إنجلترا، هو مخرج وكاتب سيناريو إنجليزي بدأ نشاطه سنة 1962.

## الأعمال
- 2014: الملكة والوطن
- 2006: ذيل النمر
- 2004: في موطني
- 2001: الخياط البنمي
- 1987: أمل ومجد
- 1972: الخلاص

## وصلات خارجية
- جون بورمان على موقع IMDb (الإنجليزية)
- جون بورمان على موقع الموسوعة البريطانية (الإنجليزية)
- جون بورمان على موقع مونزينجر (الألمانية)
- جون بورمان على موقع ألو سيني (الفرنسية)
- جون بورمان على موقع أول موفي (الإنجليزية)
- جون بورمان على موقع قاعدة بيانات الأفلام السويدية (السويدية)
- جون بورمان على موقع إن إن دي بي (الإنجليزية)
- جون بورمان على موقع ديسكوغز (الإنجليزية)
- جون بورمان على موقع قاعدة بيانات الفيلم (الإنجليزية)
- جون بورمان على موقع كينوبويسك (الروسية)